# Weltlesebühne

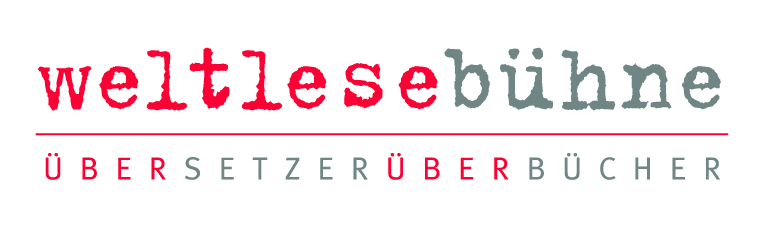

Der Verein Weltlesebühne e.V. (WLB) zur Förderung einer lebendigen und streitbaren Übersetzungskultur wurde im März 2009 gegründet. Er entstand aus einem losen Netzwerk von Veranstaltungsprojekten aus Berlin, Düsseldorf, Frankfurt am Main, Freiburg im Breisgau, Hamburg, Heidelberg, Köln, Leipzig und Zürich. Der Verein widmet sich der internationalen Literatur sowie ihren häufig unbekannten Co-Autoren: Er möchte den Literaturübersetzern zu mehr Sichtbarkeit verhelfen und ihre Arbeit anschaulich machen.

## Geschichte
In Freiburg i. Br. schlossen sich Anfang der 1990er Jahre Literaturübersetzer dem frisch gegründeten Verein Literatur Forum Südwest an, der Träger des Literaturhauses Freiburg ist. Die Lesungen unter dem Titel „Aus der Freiburger Übersetzerwerkstatt“ finden bis heute statt. In Hamburg luden Übersetzer seit 1997 unter dem Titel „Übersetzer packen aus“ zu Podiumsveranstaltungen ein. Berliner Kollegen imitierten das Modell ab 2003, und ab 2008 entstand auch in Köln eine kleine „Auspackreihe“. Aus diesen regionalen Aktivitäten heraus entwickelten die Kollegen, die durch den Verband deutschsprachiger Übersetzer literarischer und wissenschaftlicher Werke (VdÜ) bereits überregional vernetzt waren, den Wunsch, sich zu organisieren, um die Lesungen mit staatlicher und privater Förderung fortan angemessen honoriert abzuhalten.
Am Rande der VdÜ-Mitgliederversammlung im März 2009 in Frankfurt am Main wurde der Verein gegründet. Dank der Anschubfinanzierung durch die Robert Bosch Stiftung konnten eine eigene Website aufgebaut, vor allem aber Veranstaltungen angestoßen werden. Nachdem Berlin, Freiburg und Hamburg fest etabliert waren, fand das Konzept der „Weltlesebühne“ darüber hinaus Anklang, sodass sich weitere Gruppen in Zürich und Frankfurt am Main (2009), Heidelberg (2012) und Düsseldorf und Leipzig (2014) anschlossen.

## Ziele und Aktivitäten
Ziel des Vereins ist es, diejenigen sichtbar zu machen, denen der Zugang zur Weltliteratur zu verdanken ist: den Übersetzern. Öffentliche Veranstaltungen in Form von Lesungen und Workshops, dem „Gläsernen Übersetzer“ und anderen Formaten nicht nur zum Internationalen Übersetzertag; sie sollen diesem oftmals unsichtbaren Beruf eine Bühne geben.
„Der Name lässt nicht zufällig Goethes „Weltliteratur“ anklingen, denn: Schriftsteller schreiben Bücher in ihrer Sprache, und erst die Übersetzer schreiben sie noch einmal in allen Sprachen. Damit ein Stück „Weltliteratur“ nicht bloß verstanden wird, sondern beim Leser auch als Sprachkunstwerk ankommt, muss die Übersetzung eine neue künstlerische Form dafür finden. Sprachmächtige Übersetzungen haben maßgeblichen Anteil daran, dass die ganze heutige Welt in unserer Sprache Platz findet, dass diese Sprache lebendig bleibt und sich im Austausch zwischen den Kulturen weiterentwickelt. Wer von all dem am besten erzählen kann, sind die Übersetzer selbst. Und damit sie Gehör finden, brauchen sie eine Bühne – die Weltlesebühne – und ein aufgeschlossenes Publikum.“
Seit ihrer Gründung konnte die Weltlesebühne in Literaturhäusern, Theatern, Buchhandlungen und an anderen Orten in Deutschland und der Schweiz hunderte Veranstaltungen abhalten. Auch auf den Buchmessen Leipzig und Frankfurt ist der Verein mit einem eigenen Bühnenprogramm vertreten. In Kooperation mit der Bundesakademie für Kulturelle Bildung Wolfenbüttel e.V. bietet die Weltlesebühne zudem Auftritts- und Moderationsseminare für Literaturübersetzer an. Unter dem Motto „Wanderbühne“ schickt die Weltlesebühne Veranstaltungen und Veranstaltungskonzepte auf die Reise – Ziele sind Literaturfestivals, Übersetzertreffen und Orte des literarischen Lebens im In- und Ausland.
Ein Schwerpunkt sind Veranstaltungen zum Internationalen Übersetzertag. Veranstaltungsformate wie der „Gläserne Übersetzer“ haben sich etabliert.
Auf einem eigenen YouTube-Kanal präsentiert die Weltlesebühne ihre  Aktivitäten.
Seit 2021 informiert außerdem die Digitale Weltlesebühne in einem Blog online über Vereinsaktivitäten sowie verschiedene Übersetzungsbelange.
Vom 1. bis 3. Oktober 2021 veranstalteten die Weltlesebühne und „TOLEDO – Übersetzer im Austausch der Kulturen“ in Kooperation mit dem Collegium Hungaricum Berlin und dem Peter-Szondi-Institut der Freien Universität Berlin die Translationale – das erste Festival für Literaturübersetzungen.

## Aufbau
Die Weltlesebühne hat aktuell ca. 70 Vereinsmitglieder, die in Berlin, Düsseldorf, Frankfurt, Freiburg, Hamburg, Heidelberg, Köln, Leipzig und Zürich, aber auch verstreut in kleineren Orten leben, arbeiten und Veranstaltungen planen.
Geleitet wird der Verein von einem Vorstand mit einer geschäftsführenden Doppelspitze. Die Vorsitzenden seit der Vereinsgründung waren 2009 bis 2013: Christian Hansen und Peter Klöss; 2013 bis 2021: Martina Kempter und Gabriele Leupold; seit 2021 Nora Bierich und Eva Profousová.
Seit 2011 organisiert und veranstaltet eine Gruppe von Übersetzern von Kinder- und Jugendliteratur unter dem Namen Junge Weltlesebühne als Teil von Weltlesebühne e.V. Lesungen und Workshops für Kinder und Jugendliche vor allem in Schulen und Bibliotheken.